# 666 Satan
666 Satan (666～サタン～, Roku-Roku-Roku Satan), conhecido nos Estados Unidos como O-Parts Hunter, é um mangá escrito por Seishi Kishimoto irmão do famoso autor do mangá Naruto. Masashi Kishimoto.Foi publicado pela Square Enix na revista mensal Shonen Gangan. O mangá é baseado na Kabbalah, no Cristianismo, no Xintoísmo e no folclore do Youkai. É publicada  nos Estados Unidos   e   Canadá   pela   Viz  Media   ,  na   França  pela  Kurokawa  e  na  Espanha pela Glénat . (by Jardel  mc ).

## História
A história gira em torno de um garoto desconfiado chamado Jio Freed, cujo objetivo é dominar o mundo, guarda-costas de uma menina chamada Ruby Crescent. Jio é um O.P.T. e, portanto, um descendente ou de anjos ou de demônios — o que o torna um dos poucos a ser capaz de usar as O-PARTS, itens que concedem grandes poderes aos que o usam. Ruby, aliás, é uma caçadora de O-PARTS, o que torna a aliança entre ambos bem conveniente.

## Personagens
Jio Freed
Jio Freed (ジオ・フリード, Jio Furīdo) é um garoto órfão, que encontra coincidentemente uma garota chamada Ruby Crescent. Juntos eles vão procurar as lendárias O-Parts espalhadas pelo mundo. No início, Jio só aceitava ser guarda-costas de Ruby por dinheiro, mas o garoto acaba desenvolvendo uma forte amizade com a menina, pois ela o tirou da solidão. Jio tem uma O-Part Nível B chamada Zeroshiki, na fase inicial da história é um bumerangue, mas depois com a ajuda de Kirin ela se torna uma lâmina shuriken que possui como o boomerangue o efeito multiplicador de força. Jio tem um passado triste e possui dentro de si o demônio Satan que casualmente assume o corpo dele, sendo capaz de matar qualquer um em seu caminho, até mesmo a Ruby. Por esse fato desde criança ele foi rejeitado, perdendo a confiança nos humanos (mesmo sendo um), porque não se lembra do que acontece quando ele volta ao normal depois de ser possuído.
Ruby Crescent
Ruby Crescent (ルビィ・クレセント, Rubyi Kuresento) é a filha do grande arqueólogo Zekuto Crescent. Desde pequena recorda-se que apenas cresceu com seu pai, mas frequentemente deixava-a com amigos quando partia em expedições. O trabalho dele como caçador de tesouros era muito perigoso. Quando ele morreu, Ruby decidiu seguir seus passos. Embora ela sorria o tempo todo, ela sente muita saudade de seu pai. Durante a fase final do mangá ela descobre ser uma O.P.T. por possuir o espirito de um dos 10 anjos da caballah.
Ball
Ball (ボール, Bōru) é um garoto que vive em Entotsu-city, ele faz parte da resistência (Hanseifusoshiki). Admira os O.P.T.s, ele tem o sonho de se tornar um e seu sonho está prestes a se realizar, graças ao seu encontro com Kirin.
Kirin
Kirin (キリン) é um avaliador de O-Parts. É muito rápido, mas não é um O.P.T.. Ele tem aparência típica de um samurai, usa roupa tradicional japonesa e possui uma espada com habilidades incríveis, que foi dada a ele pelo seu pai. Foi ele quem consertou o O-Part de Jio que Wise Willy havia destruído. No decorrer do mangá, é revelado que ele é um ciclope, a raça que habitava o planeta na antiga civilização. Uma característica marcante dos ciclopes é que possuem uma marca na testa que alguns (poucos) podem desenvolver em um terceiro olho com habilidades incríveis.
- Jajamaru

É o cachorro de Kirin. Esconde efetivamente o seu poder. Ainda que aparente ser estúpido, é um O.P.T. muito rápido quando a sua O-Part é ativada.
Zero
É um lobo O.P.T. que pode falar. Foi mestre de Jio antes do inicio da historia. Em homenagem a seu mestre Jio batizou sua o-part com seu nome.
Amidaba
Amidaba (アミダバ) é uma antiga amiga de Kirin e Zekuto Crescent, é uma pessoa muito misteriosa. É uma O.P.T. de nível elevado. Tem o poder de prever o futuro. Frequentemente ela informa aos heróis sobre as O-Parts e seus efeitos.
Wise Yuri
Wise Yuri (Waizu Yūryi) é O.P.T de Zenom que ataca impiedosamente as pessoas de Entotsu-City. Assassina todos que se encontram em seu caminho, ele já matou até mesmo homens de Zenom. Também é chamado de "o mágico criminoso", porque é um mágico que se alimenta de sangue. Wise possui um piercing para cada inimigo que ele derrota.
Jin
Jin (ジン) é o único amigo de infância de Jio, o qual matou seus pais. Se reencontraram depois de algum tempo, ambos surpresos por serem O.P.T.s, com Jin sentindo ódio de Jio, mas no final Jin sacrifica a própria vida para salvá-lo. Revela-se que Jin não morreu de verdade, aparecendo em algumas ocasiões, sempre se mantendo escondido. Sua o-part é uma espada de chamas negras.
Kujaku
Kujaku (孔雀) é o irmão mais novo de Kirin, um dos quatro guardiões da Zenom, ele tem sede por matança, possui em um de seus braços o demônio de Kabalah e quer se vingar do irmão, porque o mesmo possui o terceiro olho, e Kujaku não aceita o fato de sempre ter perdido para Kirin na sua infância, pois acha que ele foi privilegiado pelo olho. Certo dia ele acidentalmente encontra o núcleo de Adramelech. O pai de Kujaku foi sempre mais rígido com ele do que com seu irmão, e isso o deixava com ciúmes, então para ser notado pelo pai, o matou com o braço do Adramelech olhando em seus olhos, dando importância para o fato do pai estar finalmente olhando para ele.
Mey
Mei (メイ) é uma garota da raça ciclope, sua primeira aparição é 4 anos depois de Jio e Ruby se separarem, enquanto estava sendo atacada pela Zenom, Ball pretendia salvá-la, mas Jio aparece e a salva. Ela se apaixona por Ball depois de ser protegida por ele na hora em que seu irmão a atacou.

## Zenom
É uma organizção criminosa que pretende reunir o espirito dos 10 demônios da Caballah Invertida para ter o poder de dominar o mundo. Seu lider é Zekuto Crescent.tambem Leonardo Pedro Bernardo

## O-Parts
São armas de uma antiga civilização, descobertas pelo humanos (geralmente por meio de escavações) que são usadas por O.P.T.s. Os efeitos dessas armas só podem ser usados após a ativação do espírito (aura ou energia vital que é usada pelos O.P.T.s). O espírito é absorvido pela O-Part e então surge o efeito durante o ataque.